# NGC 5646
NGC 5646 is een balkspiraalstelsel in het sterrenbeeld Ossenhoeder. Het hemelobject werd op 29 april 1881 ontdekt door de Franse astronoom Édouard Jean-Marie Stephan.

## Synoniemen
- UGC 9312
- MCG 6-32-45
- ZWG 192.30
- IRAS 14274+3540
- PGC 51779